# St. Walburga (Emden)

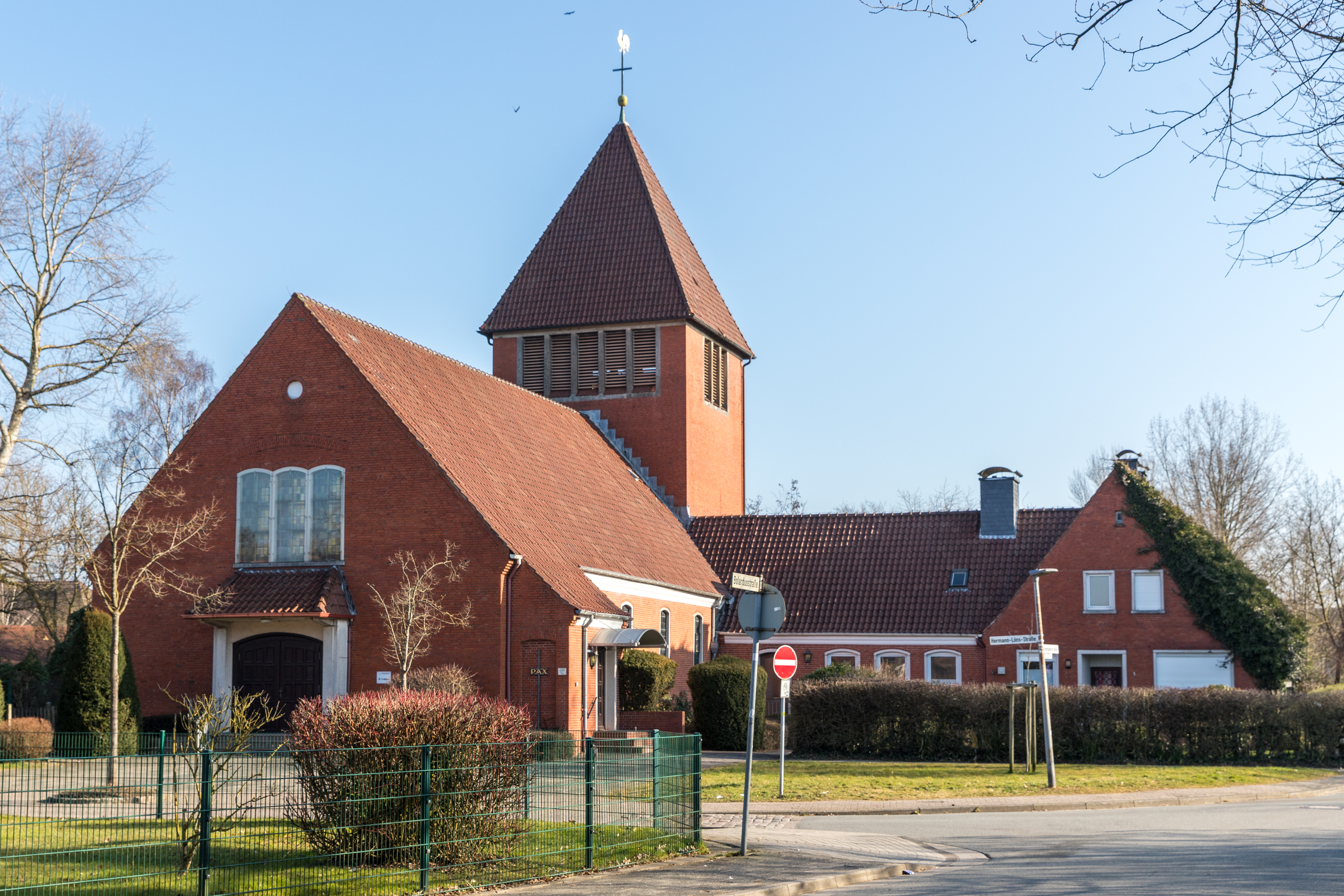
St.-Walburga-Kirche (2025)

St. Walburga war eine römisch-katholische Kirche in Emden, einer kreisfreien Stadt in Niedersachsen. Die nach der heiligen Walburga benannte Kirche war eine Filialkirche der Pfarrei Christ König in Emden im Dekanat Ostfriesland des Bistums Osnabrück.

## Geschichte
Da sich durch die Flucht und Vertreibung Deutscher aus Mittel- und Osteuropa nach dem Zweiten Weltkrieg die Zahl der Katholiken in Emden erheblich vergrößerte, wurde im damals stark wachsenden Emder Stadtteil Barenburg eine zweite katholische Kirche erbaut.
Ihre Grundsteinlegung erfolgte am 29. April 1956 durch Pfarrer Leßmann, die Kirchweihe nahm am 19. und 20. Oktober 1957 Bischof Helmut Hermann Wittler vor. 1963 bekam die Kirche eine elektronische Orgel.
Die Schutzpatronin der Kirche, die heilige Walburga, war nach alter Überlieferung möglicherweise vor der Reformation die Patronin der Klosterkirche des Klosters Faldern. Der erste Geistliche der neuen Kirchengemeinde war ab 1956 Pastor Georg Schedewig, der 1969 verstarb. Bis in die 1970er Jahre fanden auch in Hinte und Loppersum Gottesdienste der St.-Walburga-Gemeinde statt.
1984 wurde das neben der Kirche erbaute Jugendheim durch Weihbischof Theodor Kettmann eingeweiht. 1995 erfolgte eine Renovierung der Kirche sowie der Einbau einer Pfeifenorgel.
Am 1. Juli 2007 wurde aus den Kirchengemeinden St. Michael und St. Walburga in Emden und St. Hedwig in Pewsum die heutige Christ-König-Gemeinde gebildet, deren Pfarrkirche die St.-Michael-Kirche ist.
Per Dekret vom 21. Februar 2025 hat Bischof Dominicus Meier die St.-Walburga-Kirche zur Profanierung freigegeben, die am 25. Mai 2025 nach einem Abschiedsgottesdienst erfolgte. Die Kirche soll abgerissen werden und auf dem Grundstück sollen vom Stephanswerk, einer Wohnungsbaugesellschaft des Bistums Osnabrück, Wohnungen erbaut werden.

## Lage, Architektur und Ausstattung
Die Kirche stand im Emder Stadtteil Barenburg auf dem Grundstück Hermann-Löns-Straße 11, an der Ecke zur Isenseestraße.
Die geostete Kirche entstand nach Plänen des Architekten Josef Feldwisch-Drentrup (1912–1994) aus Osnabrück mit Chorturm. Die kleinste Glocke war nach dem Erzengel Michael benannt und erklang seit dem 22. Dezember 1958. Die beiden anderen Glocken, die nach Maria und der Dreifaltigkeit benannt sind, wurden am 3. Adventssonntag 1961 geweiht.
Der Barockaltar wurde von Johann Conrad Schlaun für die 1749 erbaute St.-Antonius-Kirche in Wahn entworfen, die 1942 geschlossen und abgerissen wurde. Nach der Profanierung der St.-Walburga-Kirche kam der Altar 2025 in die 1954 erbaute St.-Antonius-Kirche in Lathen-Wahn. Eine Statue stellte die heilige Walburga, die Schutzpatronin der Kirche, dar.
Die Orgel wurde 1960 unter der Leitung des Orgelbauers Werner Walcker-Mayer erbaut, sie stand ursprünglich in Bremen und wurde 1995 nach Emden transferiert. Das Instrument hat 7 Register auf einem Manualwerk und Pedal.